# Adam Taubitz
Adam Taubitz   (Chorzów, 7 d'octubre de 1967) és un músic alemany de jazz i músic clàssic, violinista i trompetista, líder de banda, guitarrista i compositor. Des de 1997 fou segon director violinista a l'Orquestra Filharmònica de Berlín sota la direcció de Claudio Abbado. És potser més conegut pel seu treball amb la Filharmònica de Berlín Jazz Group, que es va establir el 1999, i amb l'Aura String Quartett.